# Obrněný transportér
Obrněný transportér (OT) je pancéřované vozidlo určené především pro dopravu pěchoty na bojiště, mezi jehož charakteristické znaky dále patří kolový či pásový podvozek a kulometná výzbroj. Odolnější vozidla určená pro převoz vojáků a jejich následnou bojovou podporu, tzv. bojová vozidla pěchoty (BVP), mají pásový podvozek a jsou vyzbrojena automatickými kanóny a protitankovými řízenými střelami. V období po konci studené války byla do výzbroje zavedena nová generace kolových obrněnců, která se výzbrojí a někdy i pancéřováním vyrovnala pásovým BVP. Tyto obrněné transportéry se proto také označují jako kolová bojová vozidla pěchoty (KBVP).

## Historie

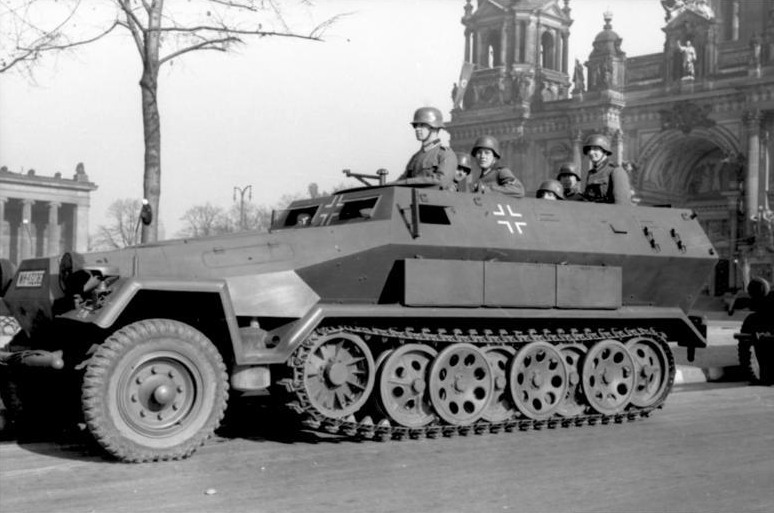
Německý polopás Sd.Kfz. 251

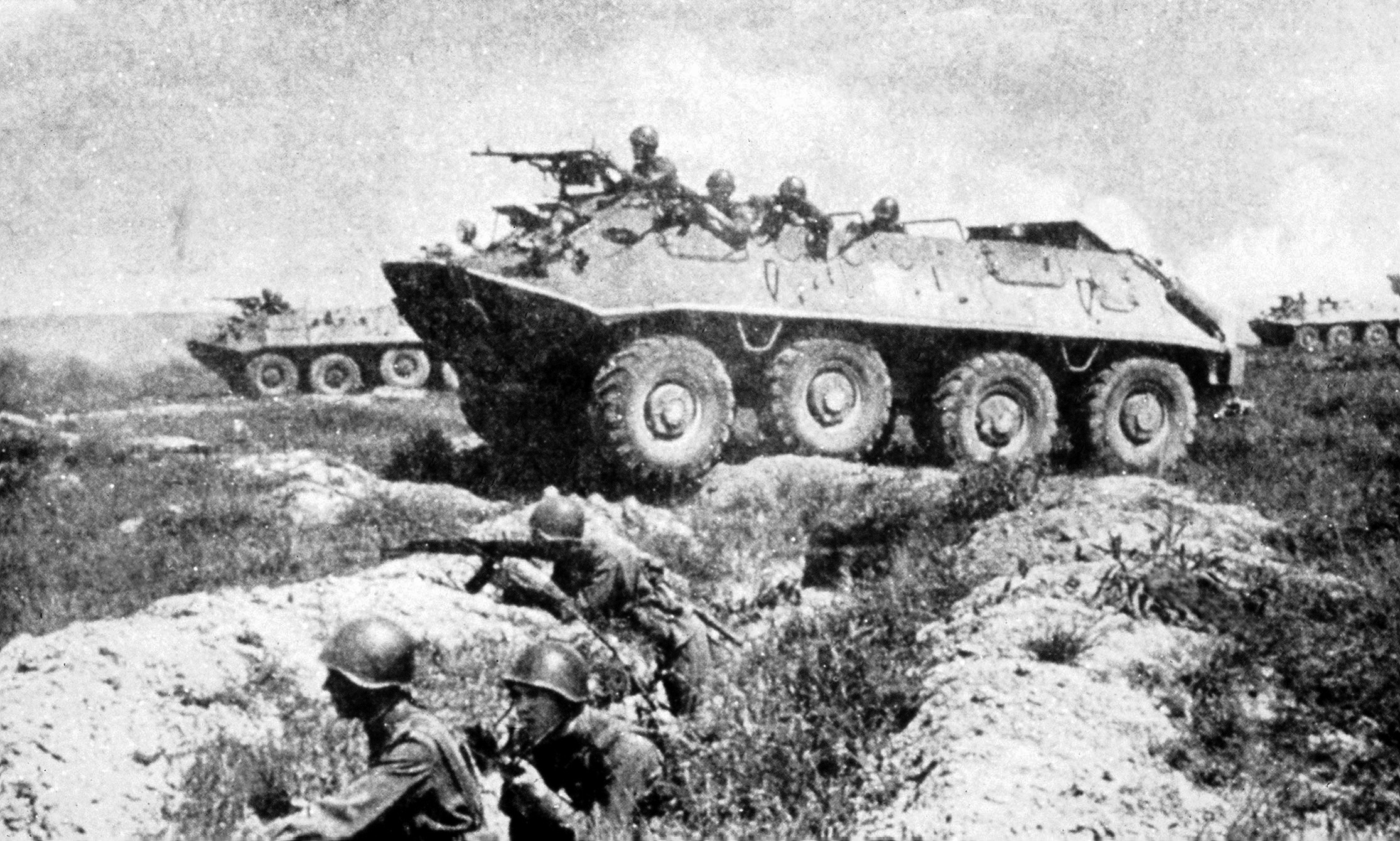
Sovětský kolový OT BTR-60

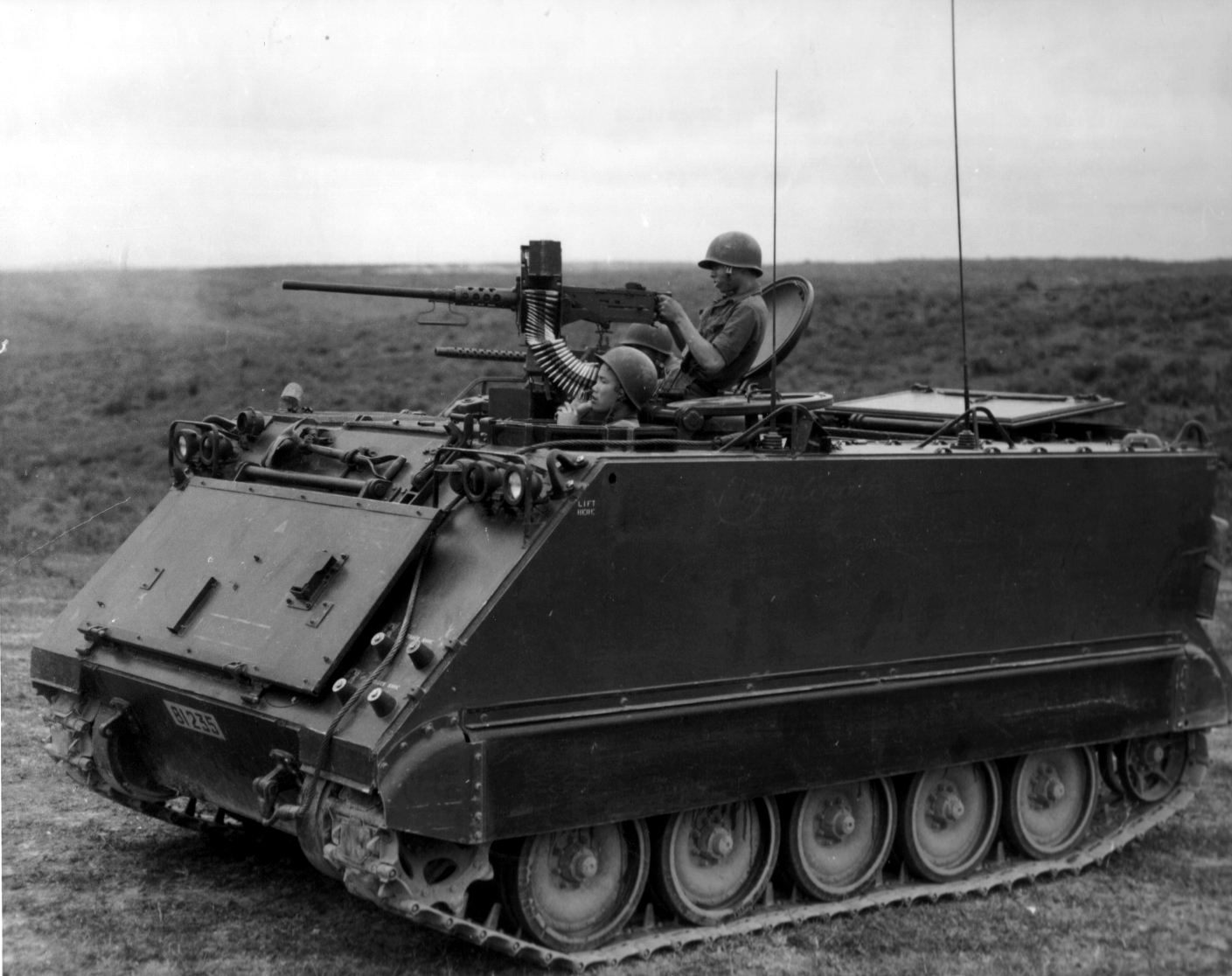
Americký pásový OT M113

Vývoj obrněných transportérů začal již v souvislosti s nasazením prvních tanků v průběhu 1. světové války, ale opravdový rozvoj této kategorie obrněných vozidel přinesl až další světový konflikt. Tankové jednotky bez podpory pěchoty často utrpěly velké ztráty v důsledku použití stále účinnějších protitankových zbraní. Proto pokud to bylo možné, byly tanky doprovázeny motorizovanou pěchotou (na nákladních automobilech) nebo tankovým desantem, kdy se vojáci vezli přímo na tanku (především v Rudé armádě). Nedostatečná průchodnost terénem v prvním případě a zranitelnost výsadku v případě druhém vedly k vývoji specializovaného dopravního prostředku, který měl dopravit pěchotu na bojiště spolu s tanky.

### 2. světová válka
Jako první nasadil obrněné transportéry v roce 1939 Wehrmacht, který používal polopásové typy Sd.Kfz. 250 a Sd.Kfz. 251 u jednotek pancéřových granátníků. Většina německých motorizovaných pěších útvarů však byla i nadále převážena nákladními automobily. Britská armáda a země Britského společenství národů dostávaly od roku 1940 masově vyráběné pásové transportéry Universal Carrier, zatímco Američané vyráběli pro vlastní armádu i pro Spojence  polopásové transportéry M2 a M3 Half-track. Sovětský svaz za války obrněné transportéry příliš nepoužíval (výjimkou byla americká vozidla dodaná v rámci programu Lend-Lease), od roku 1942 ale systematicky využíval ukořistěné německé stroje a polopásové nákladní vozy ZiS-42. Spojenci používali k přepravě pěchoty také obrněné transportéry Kangaroo, což byly různé typy tanků bez věže, na jejímž místě se nacházel prostor pro výsadek.

### Poválečný vývoj
Po druhé světové válce došlo k poklesu oblíbenosti polopásové koncepce a do výzbroje většiny armád byly zařazeny kolové nebo pásové obrněné transportéry. Sovětský svaz ve velkých počtech zavedl i exportoval kolové obrněné transportéry BTR-152, BTR-40, BTR-60, BTR-70 a BTR-80, jakož i pásové MT-LB a BTR-50. Mezi nejrozšířenější pásové OT na světě se řadí americký M113, zatímco kolový OT Stryker používají jen Spojené státy a Peru. Americká armáda plánuje nahradit zbývající trasportéry M113 vozidly AMPV, která jsou postavena na základě bojových vozidel pěchoty M2 Bradley. Rozšířená jsou i vozidla evropských výrobců, například Patria AMV, Boxer nebo Piranha.
Československá lidová armáda používala například polopásový OT-810 (vycházel z Sd.Kfz. 251), OT-64 SKOT (střední kolový obrněný transportér) nebo OT-62 TOPAS (transportér obrněný pásový). Česká armáda má ve výzbroji vozidla Pandur II ve verzi kolové bojové vozidlo pěchoty (KBVP) a kolový obrněný transportér (KOT), která nahradila dříve užívaná obrněná vozidla OT-64 SKOT.

### Kolové OT 8x8
Z konstrukčního hlediska dominují kategorii moderních kolových obrněných transportérů osmikolová vozidla, ale nabízeny jsou i šestikolové varianty, jako je například VBTP-MR Guarani pro Brazílii, který vychází z vozu Iveco SuperAV 8x8.

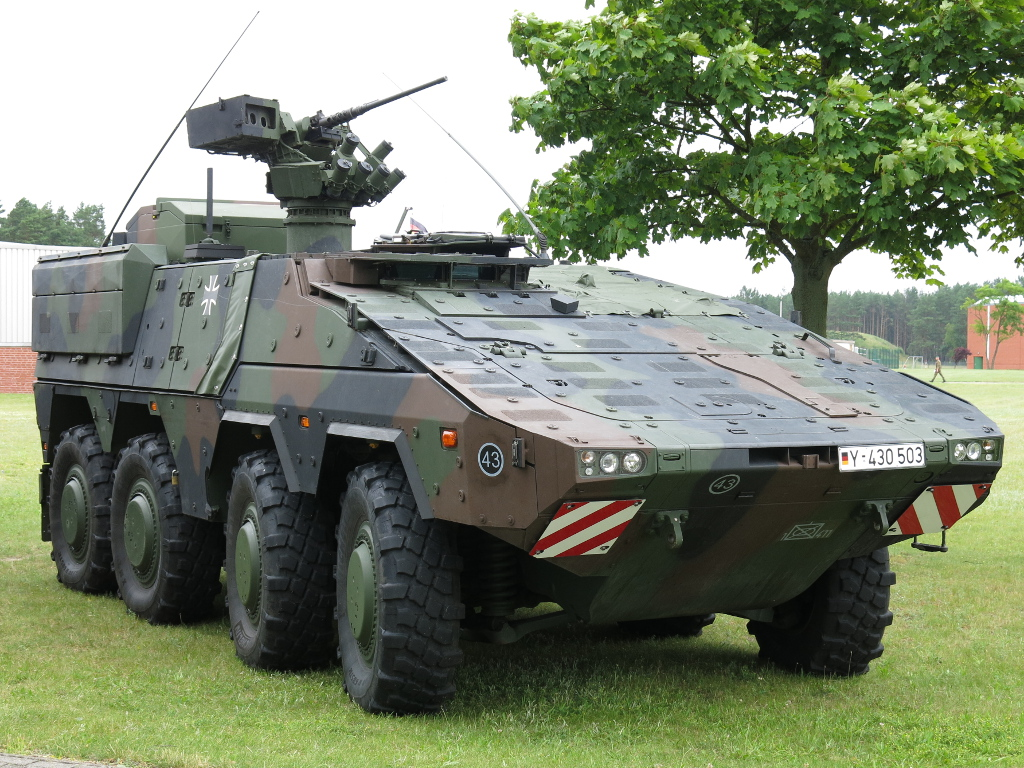
Německý obrněný transportér Boxer
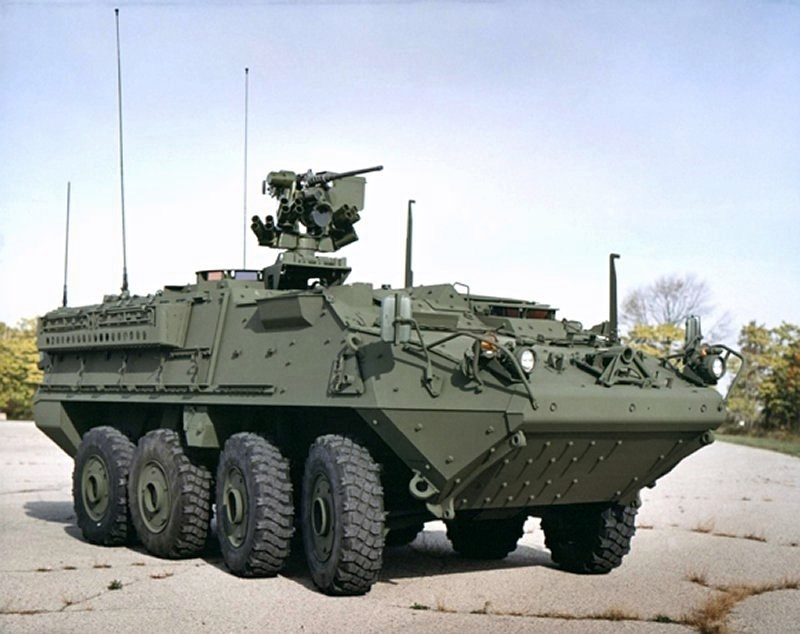
Americký obrněný transportér Stryker
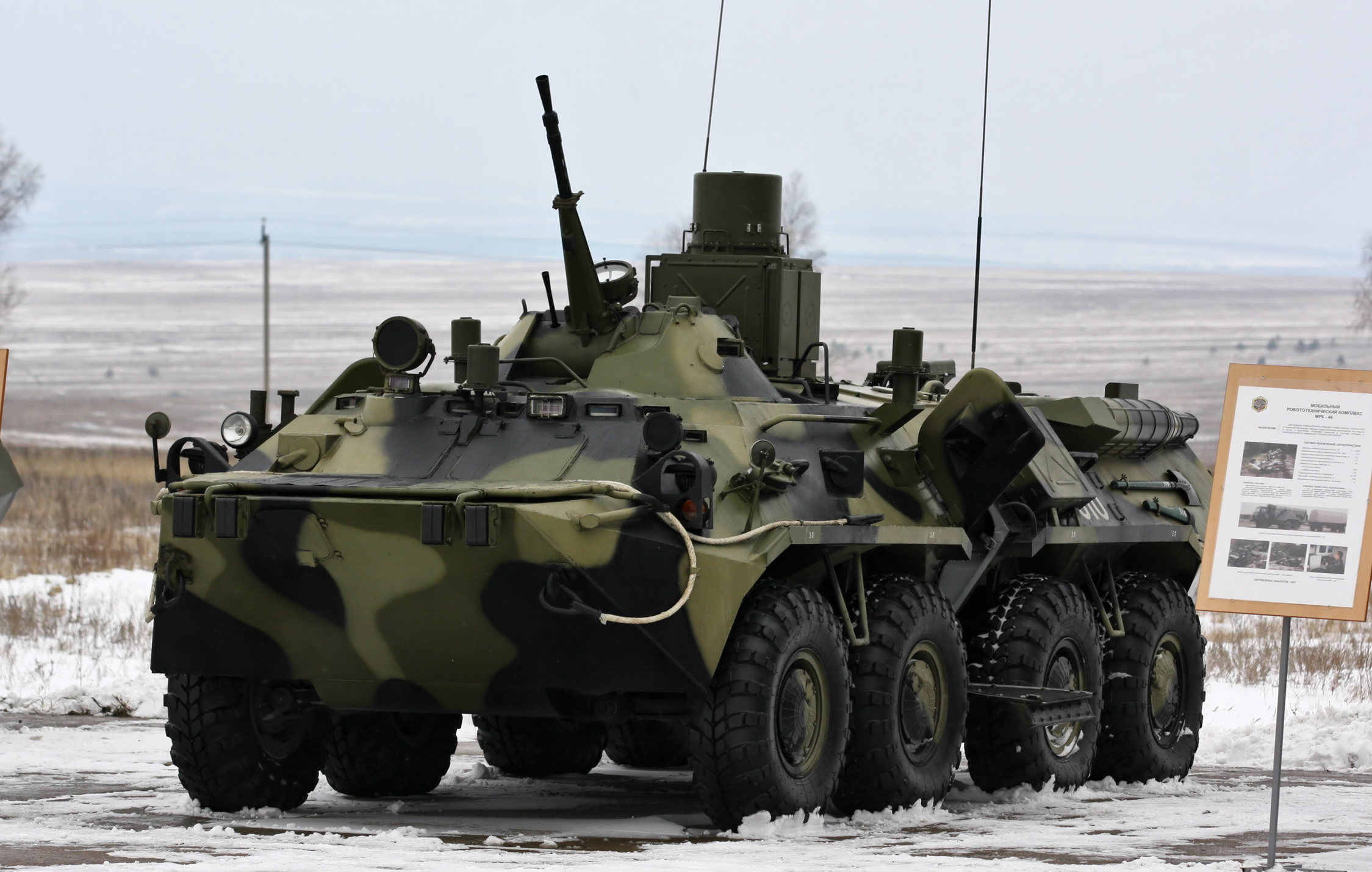
Ruský obrněný transportér BTR-80 RPM-2
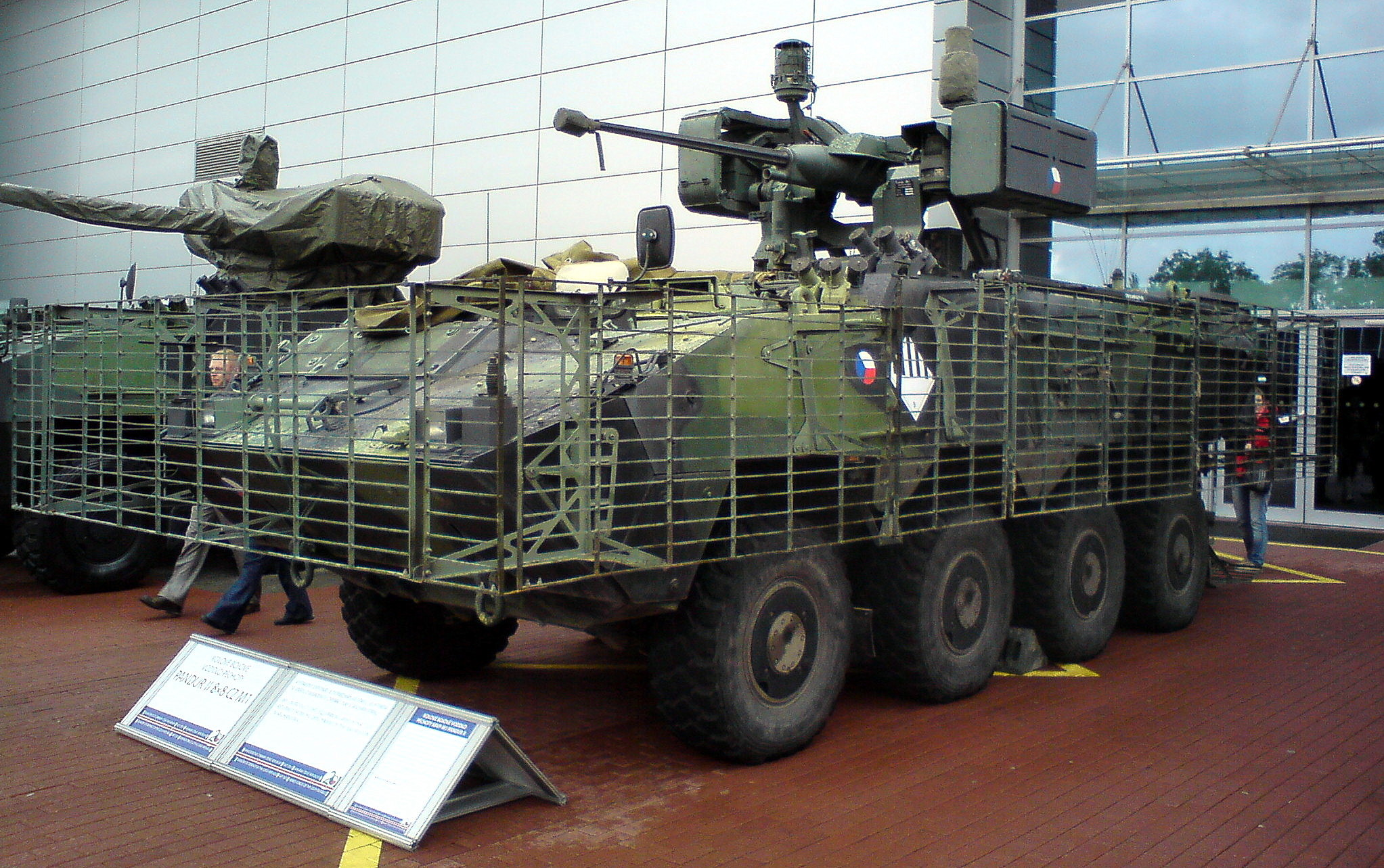
Pandur II AČR verze KBVP-M1 RVS s přídavným mřížovým pancéřováním